# Buffonellodes antarctica
Buffonellodes antarctica är en mossdjursart som beskrevs av Hayward 1991. Buffonellodes antarctica ingår i släktet Buffonellodes och familjen Buffonellodidae. Inga underarter finns listade i Catalogue of Life.